# قائمة المخترعين والمكتشفين الألمان
هذه قائمة من المخترعين والمكتشفين الألمان تضمُّ أشخاصًا من ألمانيا أو مناطق أوروبا الناطقة بالألمانية، بالإضافة إلى أشخاص ذوي نسب ألماني، بالترتيب الأبجدي للقب.

## حرف ا

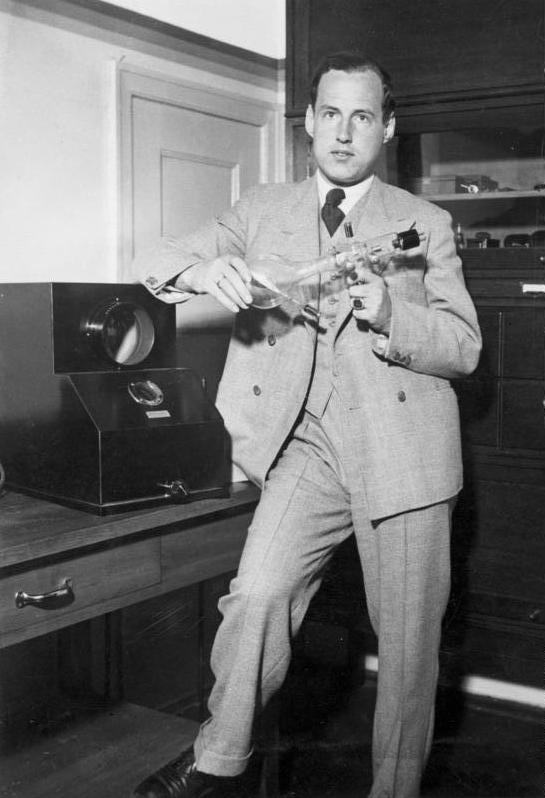
آردن في عام 1933

- إرفين شرودنغر: مبتكر الرياضة المستخدمة في وصف حالات الإلكترون الكمومية في الذرة، وتعتبر معادلته التي تسمى معادلة شرودنغر أهم إنجازاته.
- أرنولد سومرفيلد: عالم فيزياء نظرية قدم أبحاثا كثيرة في دراسة التركيب الذري وتفسير سلوك الذرات، وهو مبتكر العدد الكمي الثالث والرابع، وهو أول أستاذ من حيث عدد المتخرجين على يديه من الفيزيائيين العظام.
- إرنست كارل آبه: اخترع أول جهاز لقياس انكسار الضوء، وأجهزة أخرى عديدة.
- روبرت أدلر: قام بتحسين جهاز التحكم عن بعد في أجهزة التلفزة.
- ألبرت أينشتاين أحد أعظم علماء الفيزياء في التاريخ، وهو صاحب النظرية النسبية ونظرية تكافؤ الطاقة والكتلة، وتعد نظرياته حجر الأساس في الفيزياء الحديثة، وقد درس حركة الأجسام بطريقة تختلف كلياً عن الفيزياء الكلاسيكية، مفسراً كل التناقضات والتساؤلات فيما يتعلق بالذرة.
- ألويس ألزهايمر (1864-1915) عالم نفس، اكتشف مرض آلزهايمر، وهو مرض تنكسي يصيب المخ عند المسنين.
- مانفريد فون آردن: باحث وفيزيائي ومبتكر عصامي التعليم، مخترع التلفاز وأشياء أخرى، وله 600 براءة اختراع في مجالات عديدة منها المجهر الإلكتروني والتقنية الطبية والتقنية النووية وفيزياء البلازما وتقنيات الراديو والتلفاز.
- ليوبولد أويرباخ: مكتشف ضفيرة أويرباخ.

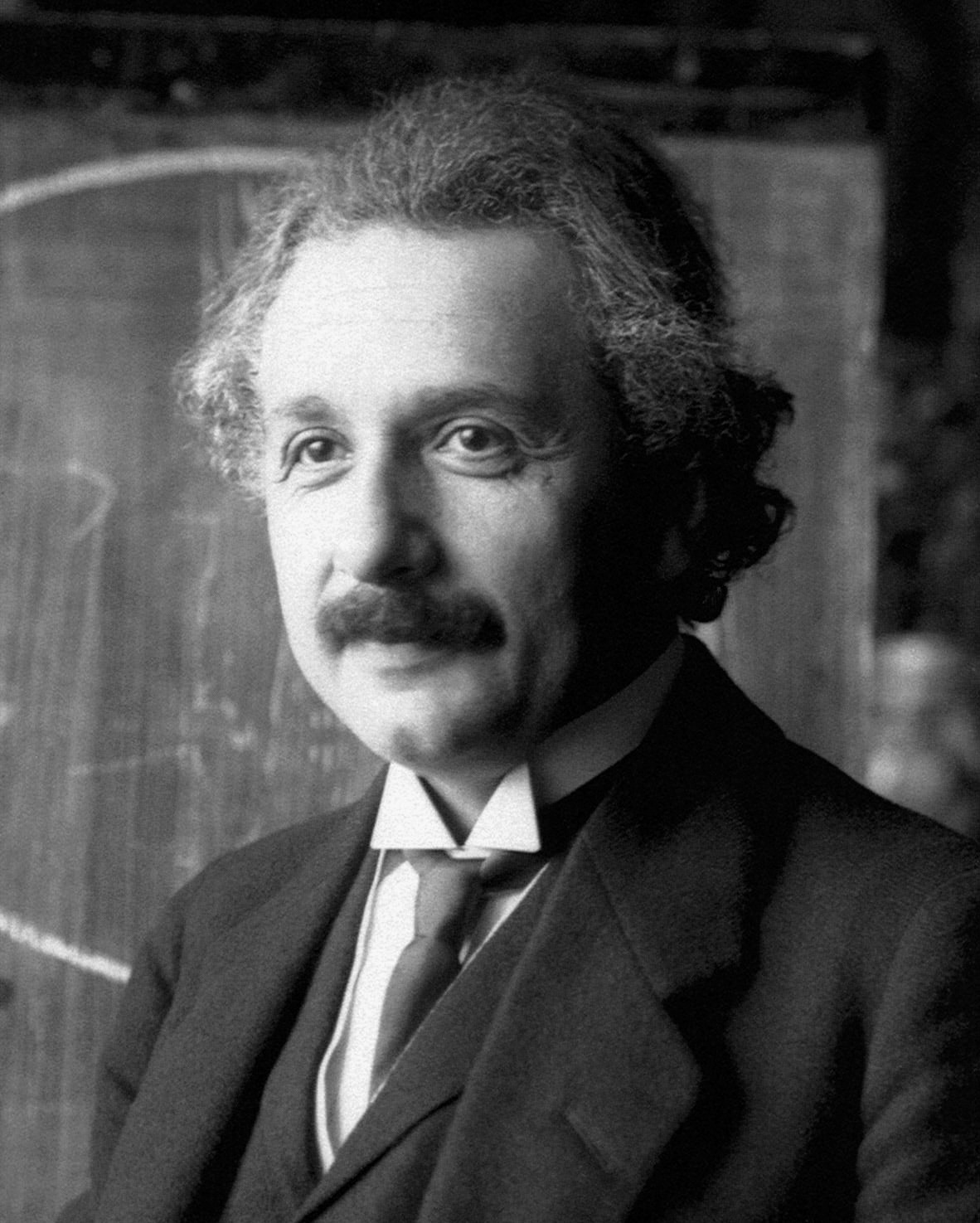
ألبرت أينشتاين في عام 1921، العام الذي أعطي فيه جائزة نوبل في الفيزياء

## حرف ب
- فالتر بادي: عالم فلك. اكتشف مع فريتز زويكي النجوم المستعرة العظمى وصنفها كفئة جديدة من الأجسام الفلكية.
- كارل إرنست فون باير: اكتشف بويضة أنثى الثدييات.
- رالف باير: مخترع أول جهاز ألعاب فيديو منزلي.
- أدولف فون باير: عالم كيمياء. اكتشف اللون النيلي، اكتشف صبغة الفثالين والبولي أسيتيل وأملاح الأوكسونيوم ومركبات النيتروزو في عام 1869 ومشتقات حمض اليوريك في عام 1860 بما في ذلك اكتشاف حمض الباربيتوريك في عام 1864. حائز على جائزة نوبل في عام 1905.
- أوتو باير: عالم كيمياء، اخترع البولي يوريثين.
- ألبرت بالين: والد السفر بالسفن السياحية الحديثة.
- هاينريش باند: اخترع آلة موسيقية في عام 1846 وسماها باندونيون. ولا تزال تستخدم في معظم فرق التانغو الموسيقية.
- هاينريش باركهاوزن: اكتشف ما يسمى الآن تأثير باركهاوزن لوصف الظاهرة التي تسببها التغيرات السريعة في حجم المجالات المغناطيسية في عام 1919، وصاغ معيار استقرار باركهاوزن.
- أوسكار بارناك: مخترع أول كاميرا صغيرة بقياس ٣٥ ملم، وجعلها قابلة للتصنيع التجاري.
- هاينريش أنتون دي باري: واضع علم أمراض النبات والفطريات الحديث. صاغ كلمة التكافل في عام 1879.
- كارل أدولف فون باسدو: اكتشف داء غريفز ووصفه.
- أندرياس فريدريش باور: صمم أول مطبعة تعمل بالبخار مع زميله فريدريش كونيج.
- فيلهلم باور: مخترع ومهندس، قام ببناء العديد من الغواصات التي تعمل بالطاقة العضلية.
- يوجين باومان: من أوائل الأشخاص الذين قاموا بإنشاء البولي فينيل كلوريد (PVC)، واكتشف مع كارل سكوتن رد فعل سكوتن - باومان.
- هانز بيك: مخترع لعبة بلايموبيل.
- جورج بيدنورز: عالم فيزياء، اكتشف الموصلية الفائقة للسيراميك في درجات الحرارة العالية، فاز في عام 1987 بجائزة نوبل في الفيزياء.
- مارتن بهايم: صممَ أول مجسم للكرة الأرضية (إردابفيل) بين عامي 1491 و 1493.
- ألكسندر بيم: مخترع تقنية التصوير بالموجات الصوتية. تم منحه براءة الاختراع في عام 1913.
- فابيان جوتليب فون بيلينغهاوزن: ملّاح ومستكشف. اكتشف كتلة القارة القطبية الجنوبية في 28 كانون الثاني عام 1820.
- هانز بيث: عالم فيزياء نووية حائز على جائزة نوبل في الفيزياء في عام 1967. كان رئيسًا لقسم النظريات في مختبر لوس آلاموس السري الذي طور أول قنبلة ذرية خلال الحرب العالمية الثانية.
- إميل أدولف فون بيرنغ: فيزيولوجي. اكتشف مضادات لمرض الخناق في عام 1891. وكان ذلك أول علاج في العالم لهذا المرض. حصل على أول جائزة نوبل في التاريخ في علم وظائف الأعضاء في الطب في عام 1901.
- ميليتا بنتز: سيدة أعمال. صممت مرشح القهوة في عام 1908.
- كارل بنز: صناعي. مخترع السيارات التي تعمل بالبنزين في عام 1885، والمؤسس الرائد لصناعة السيارات.
- ألبرشت بيرلبنغر: مهندس. مخترع زراعة الأعضاء والطيران الشراعي في عام 1811.
- هانس بيرغر: طبيب أعصاب ألماني، اشتهر باسم مخترع تخطيط أمواج الدماغ (EEG) في عام 1924، واكتشف إيقاع موجة ألفا وأطلق عليها هذا الاسم وتُعرف أيضًا باسم (موجة بيرغر).
- اميل بيرلنر: اشتهر باختراع الميكروفون والغرامافون.
- ألبرت بيتز: عالم فيزياء. صاغ قانون بيتز في عام 1913.
- فريدريش بيسل: عالم فلك، يُنسب إليه الفضل في كونه أول من استخدم اختلاف مكان الرصد في حساب المسافة إلى نجم.
- هاينز بيلينغ: عالم كمبيوتر. اخترع الذاكرة الأسطوانية المغناطيسية وبنى جهاز الكشف عن موجات الجاذبية بالليزر في غارشيتغ في ميونخ.
- جيرد بينيج: عالم فيزياء. صمم مجهر المسح النفقي (STM) مع هاينريخ روهرير. حازَ على جائزة نوبل في عام 1986.
- لودفيج بلاتنر: اخترع هاتف بلاتنر وهو أول مسجل شريط مغناطيسي (باستخدام شريط فولاذي) أثناء عمله في بريطانيا في أواخر عام 1920.
- غونتر بلوبل: عالم أحياء، اكتشف الببتيدات الإشعارية. فاز بجائزة نوبل في الطب في عام 1999.
- فالتر بوك: عالم كيمياء.
- ماكس بوكمول: عالم كيمياء، طور الميثادون مع العالم الألماني جوستاف إرهارت في عام 1937 في ألمانيا.
- يوهان إليرت بودي: عالم فلك، اكتشف قانون بودي.
- لودفيش بولكوف: رائد الطيران. كان له دور فعال في تطوير طائرة Me 262، طور مفهوم جديد لمحركات المروحيات.
- ماكس بورن: عالم فيزياء ورياضيات. ساهم بشكل كبير في ميكانيكا الكم. حائز على جائزة نوبل في عام 1954 مع والثر بوث. فاز طالب دكتوراه * ديلبروك الذي كان تحت إشرافه وستة من مساعديه بجائزة نوبل. قاد طالب الدكتوراه روبرت أوبنهايمر الذي كان تحت اشرافه مشروع تطوير القنبلة الذرية.
- مانفريد برنر: عالم فيزياء. طور أول نظام لنقل البيانات بالألياف البصرية في عام 1965. حصل على براءة اختراع لنظام نقل كهربائي ضوئي يستخدم أشعة الليزر.
- روبرت بوش: صناعي ومهندس. صمم واخترع وأطلق ابتكارات مختلفة لمحركات السيارات.
- والثر بوث: عالم فيزياء نووية فاز بجائزة نوبل في الفيزياء عام 1954 مع ماكس بورن.
- يوهان فريدريش بوتجر: كيميائي. يُعرف بشكل عام بأنه مخترع الخزف الأوروبي على الرغم من أن المصادر الحديثة تنسب ذلك إلى إرينفرايد فالتر فون. يعود الفضل لبوجتير بتطوير صناعة الخزف في أوروبا.
- تيودور بوفيري: عالم أحياء، وصف الجسيم المركزي.
- كارلينز براندنبورغ: مخترع ومهندس صوت. أنشأ تنسيق ضغط الصوت (MPEG Audio Layer 3) المعروف باسم (MP3).
- كارل فرديناند براون: اخترع راسم الذبذبات CRT في عام 1897. ساهم بشكل كبير في تطوير تكنولوجيا الراديو والتلفزيون: فاز مع غولييلمو ماركوني بجائزة نوبل في الفيزياء في عام 1909.
- فيرنر فون براون: مهندس الصواريخ البارز في القرن العشرين. طور صاروخ V-2 لألمانيا. بنى صاروخ ساتيرن الخامس في الولايات المتحدة الأمريكية التي أوصل الإنسان لسطح القمر.
- كوربينيان برودمان: طبيب أعصاب، اكتشف منطقة برودمان في الدماغ.
- والتر بروك: صمم نظام لترميز الألوان في البث التلفزيوني الخطي PAL.
- فريدريش فيليلم غوستاف برون: مخترع مقياس التكسي.
- ارنست بوشنر: عالم كيمياء اخترع دورق التفريغ وقمع بوشنر.
- روبرت بنسن: الكيميائي الذي طور موقد بنسن، واكتشف مع جوستاف كيرشوف عنصر السيزيوم في عام 1860 وعنصر الروبيديوم في عام 1861.
- فيليلم بوش: مصمم كاريكاتير ورسام وشاعر.
- كريستيان فريدريش لودفيغ بوشمان: صانع آلات موسيقية. صمم آلة الهارمونيكا.
- أدولف بوسمان: مهندس طيران. اكتشف تأثير ميلان الجناح في الطائرات الحديثة في عام 1935.
- أدولف بوتنانت: عالم كيمياء حيوية. اكتشفت الهرمونات الجنسية الأنثوية الرئيسية. فاز بجائزة نوبل في الكيمياء مع ليوبولد روزيكا في عام 1939.

## حرف ج
- جورج سيمون أوم أحد مؤسسي الفيزياء الكهربائية، حيث أنه درس المقاومات والتيارات في الدارات الكهربائية، واستنتج قانوناً وحد العناصر الأساسية للدارة وسمي هذا القانون بقانون أوم تكريماً له.

## حرف د

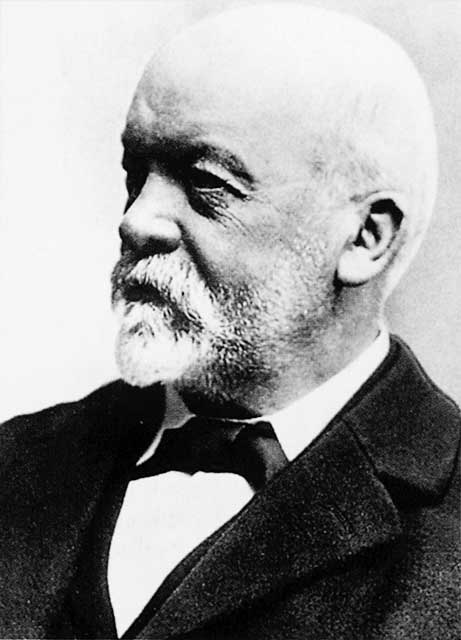
غوتليب دايملر

- غوتليب دايملر
- أدولف داسلر
- رودولف داسلر
- ماكس دلبروك
- رودولف ديزل
- كريستيان دوبلر
- كارل درايس
- بيتر دراكر

## حرف ر

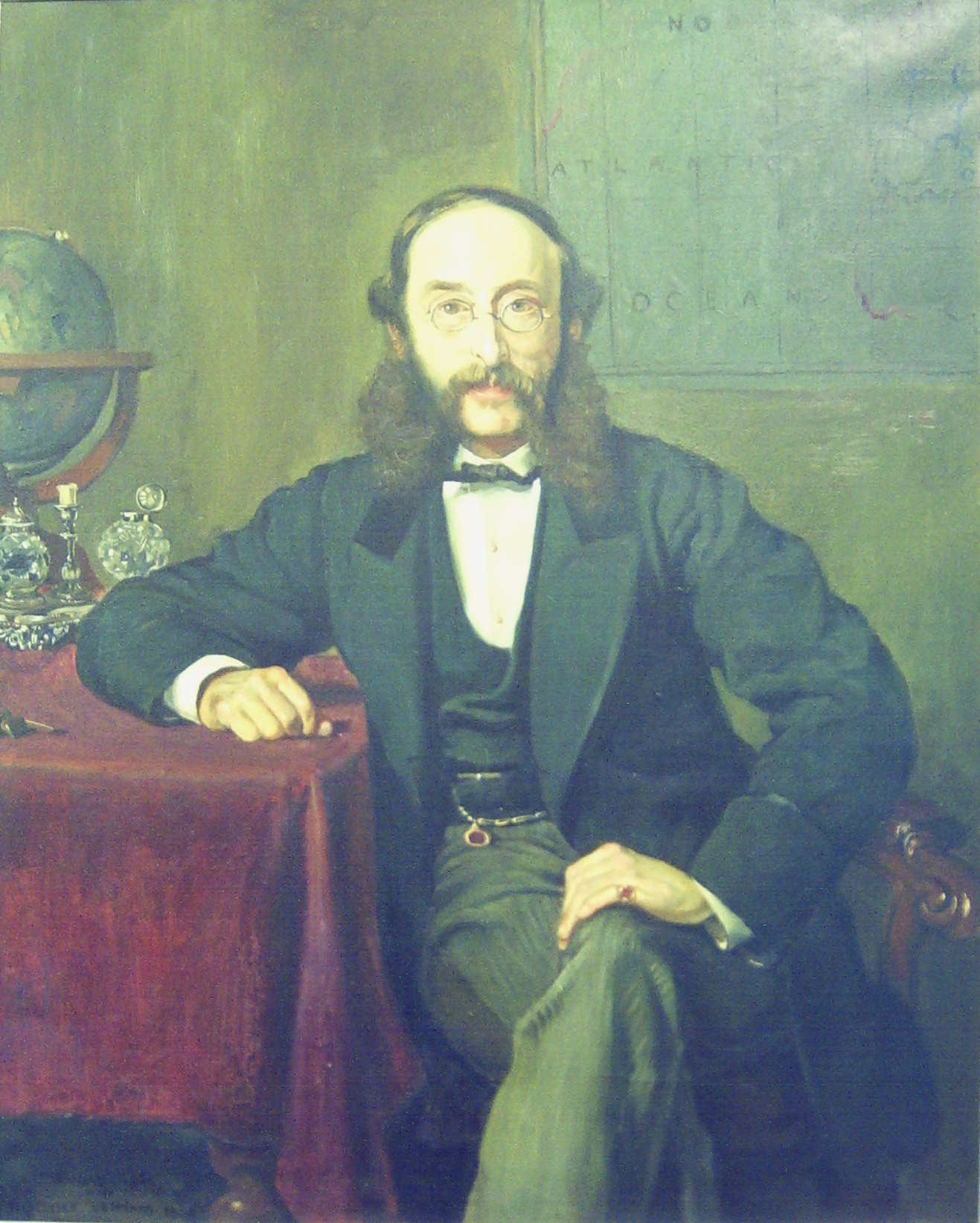
بول رويتر حين كان عمره ثلاثة وخمسون عاما (1869) رسم من طرف غودولف ليهمان

- رودولف كلاوزيوس أحد علماء الفيزياء الحرارية، ويعد أعظم إنجازاته ابتكار القانون الثاني للديناميكا الحرارية، إضافة إلى إنجازاته الأخرى في مجال الديناميكا الحرارية.

## حرف غ
هاينز جوديريان، واحد من أهم الإستراتيجيين العسكريين في التاريخ، وواضعي التكتيكات الدفاعية في الحرب العالمية الثانية، وأهم مراجع حرب المدرعات، ويعد كتابه «احذروا الدبابة»، أهم مؤلفاته.

يوهان غوتنبرغ في نقش من نحاس يعود تاريخه إلى القرن السادس عشر

## حرف ف
- دانيال غابرييل فهرنهايت
- هيرمان إميل فيشر
- ماكس فيبر، أحد أهم مؤسسي علم الاجتماع، ويعد كتابه «الاقتصاد والمجتمع»، و «الأخلاق البروتستانتية وروح الرأسمالية»، من أهم المراجع في دراسة الإدارة العامة في مؤسسات الدولة.[1]
- فيرنر هايزنبيرغ: هو صاحب مبدأ الشك (الريبة)، وقد ساهم هو وإرفين شرودنغر في تفسير الظواهر الغريبة في الذرة من خلال معادلات رياضية مبتكرة من قبلهم.
- فيلهلم بيركفيلد

## حرف ك
- جورج كانتور، عالم رياضيات، مخترع نظرية المجموعات (في سبعينات القرن التاسع عشر).
- كارل فون كلاوزفيتس
- يوهانس كيبلر
- غوستاف روبرت كيرشهوف
- مارتن كلابروث
- روبرت كوخ
- كارل فريدريش غاوس

## حرف ل
- ماكس فون لاوه
- غوتفريد لايبنتز
- يوستوس فون ليبيغ
- أوتو ليلينتال

## حرف م

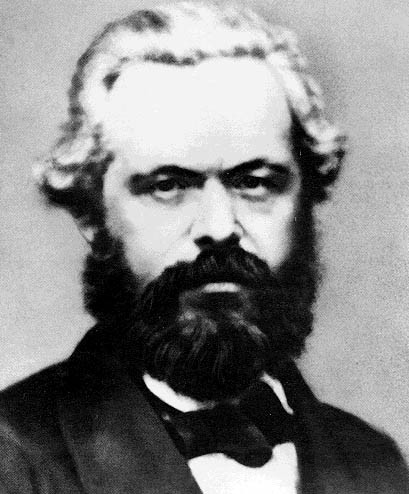
كارل ماركس

- ماكس بلانك أول من ابتكر فكرة تكميم الطاقة، وهو من أهم مؤسسي فيزياء الكم.
- إرنست ماخ، ينسب إليه عدد ماخ.
- كارل ماركس، تنسب إليه الماركسية.
- فيلهلم مايباخ
- ليز مايتنر
- غريغور يوهان مندل

## حرف ن
- فالتر نيرنست

## حرف ه

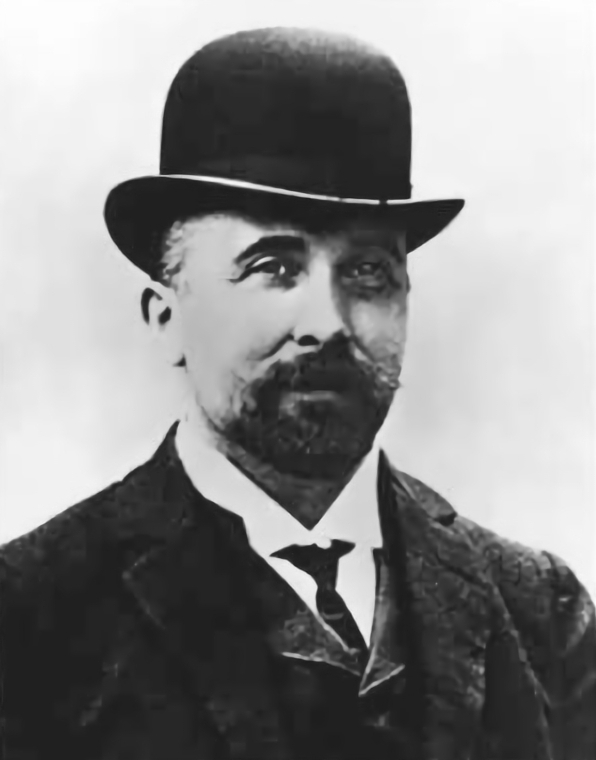
فيليكس هوفمان

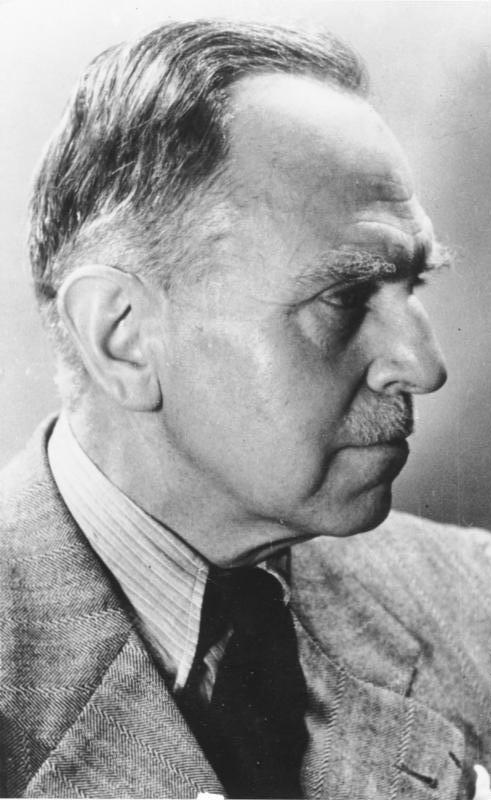
أوتو هان أول من تمكن من شطر الذرة

- فريتز هابر، كيميائي ألماني وحاصل على جائزة نوبل
- أوتو هان، كيميائي ألماني وحاصل على جائزة نوبل
- فيرنر هايزنبيرغ، عامل في الفيزياء النظرية.
- هرمان فون هلمهولتز
- ويليام هيرشل
- هاينريش هيرتس
- فيكتور هس
- ألكسندر فون هومبولت
- فيلهلم فون همبولت

## حرف ي

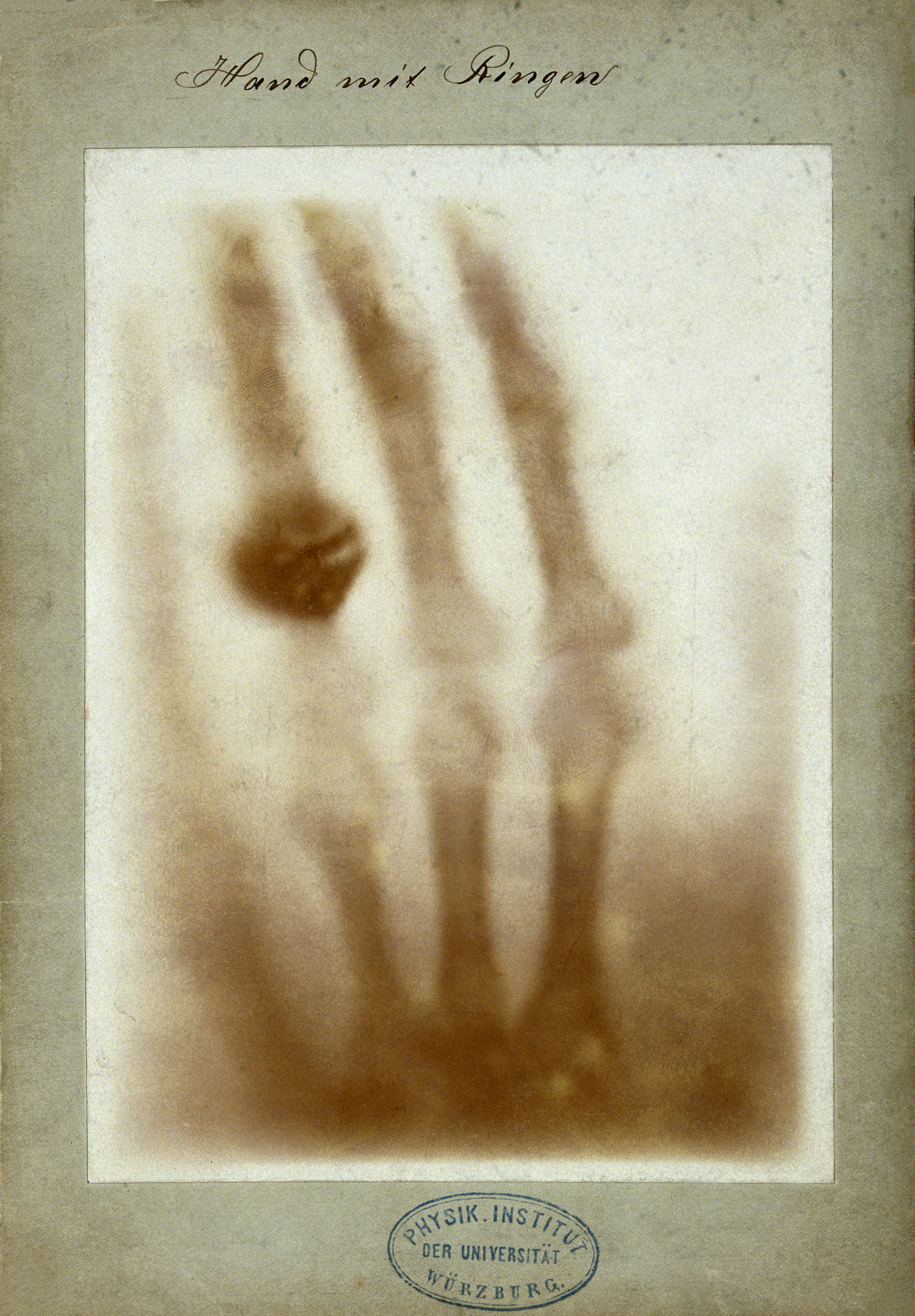
هاند ميت رونتغنصورة أول أشعة سينية طبية بجهود ويلهلم رونتغن والتي اخذها ليد زوجته، في 22 ديسمبر 1895، وقدمها لاستاذه لودفيج زيندر في معهد الفيزياء في جامعة فرايبورغ في 1 يناير 1896

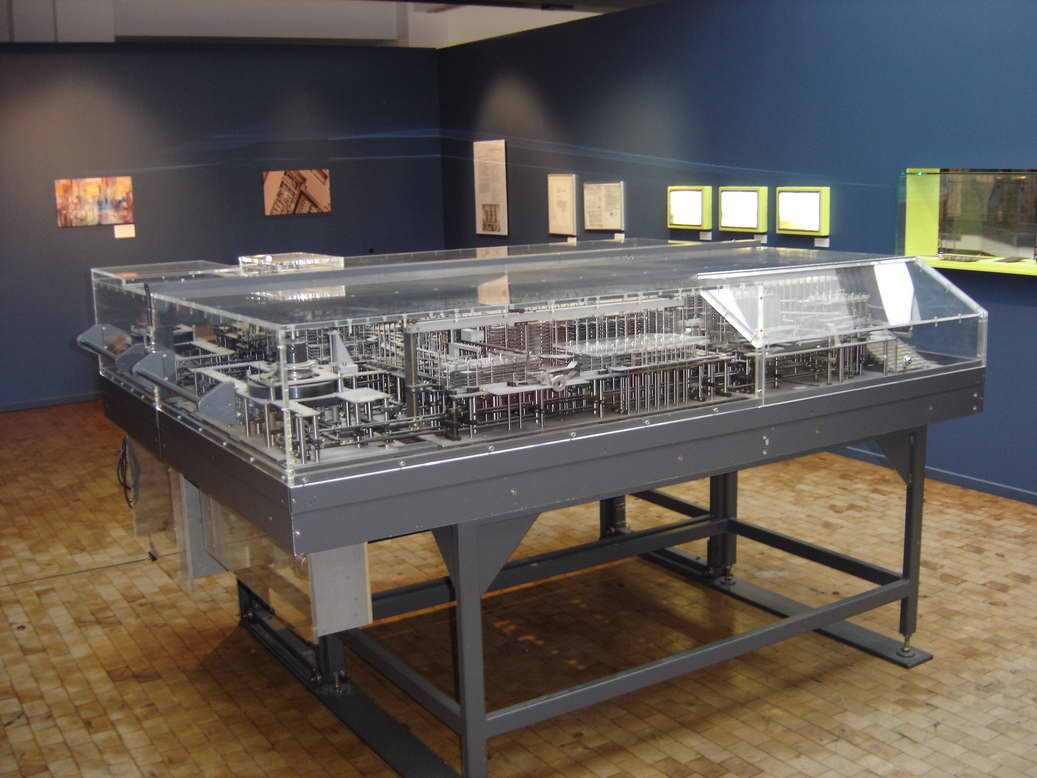
نسخة طبق الأصل لكمبيوتر زد1 الذي اخترعه زيوس المتحف الألماني للتكنولوجيا في برلين

- هوغو يونكرز